# Сизърс Палас (писта)
Сизърс Палас (на английски: Caesars Palace Circuit) е временна писта за автомобилни състезания в Лас Вегас, САЩ.

## Име
Името „Сизърс Палас“ идва от едноименния хотел и казино в Лас Вегас, който е и един от спонсорите на състезанието.

## История
През сезони 1981 и 1982 Сизърс Палас е домакин на Голямата награда на Сизърс Палас, последен кръг от шампионата на Формула 1. Поради нисък зрителски интерес състезанието е извадено от календара на формулата, а през следващите две години там се провеждат състезания от Индикар.

## Характеристика
Пистата се намира на паркинга на известния хотел и казино Сизърс Палас. Въпреки това тя е достатъчно широка за изпреварвания и има широки зони за сигурност, покрити с пясък, а настилката е изключително гладка. Пилотите обаче не я харесват, защото посоката на движение е обратна на часовниковата стрелка, а пустинната жега е непоносима.

## Резултати във Формула 1
| Година | Победител       | Болид       | Време       | Дължина на пистата | Обиколки | Средна скорост | Дата         |
| ------ | --------------- | ----------- | ----------- | ------------------ | -------- | -------------- | ------------ |
| 1981   | Алън Джоунс     | Уилямс-Форд | 1:44:09.077 | 3,650              | 75       |                | 17 октомври  |
| 1982   | Микеле Алборето | Тирел-Форд  | 1:41:56.888 | 3,650              | 75       |                | 25 септември |

## Резултати в Индикар
| Година | Победител     | Болид     | Време | Дължина на пистата | Обиколки | Средна скорост | Дата       |
| ------ | ------------- | --------- | ----- | ------------------ | -------- | -------------- | ---------- |
| 1983   | Марио Андрети | Лола-Форд |       | 3,650              | 75       |                | 8 октомври |
| 1984   | Том Снива     | Марч-Форд |       | 3,650              | 75       |                | 10 ноември |